# José Vande Walle
José Vande Walle, né le 27 mai 1946 à Tielt est un homme politique belge flamand, membre du CD&V.
Il est gradué en logopédie et directeur d'un centre de revalidation.

## Fonctions politiques
- Ancien conseiller communal d'Izegem.
- Député fédéral du 5 juillet 2001 au 10 avril 2003, en remplacement de Stefaan De Clerck, démissionnaire